# Gabinet Jego Królewskiej Mości
Gabinet Jego Królewskiej Mości (Gabinet Królewski) – centralny urząd polityki zagranicznej, który utworzył Stanisław August Poniatowski w 1763/1764 roku. Był on niezależny od szlacheckiej kancelarii monarszej. Był to sekretariat osobisty króla, zajmujący się domeną królewską (królewszczyznami), sprawami Wielkiego Księstwa Litewskiego, stosunkami z Kościołem i papiestwem, sprawami zagranicznymi. Jednym z głównych osiągnięć Gabinetu było rozpoczęcie tworzenia stałej sieci placówek dyplomatycznych (i wywiadowczych).
Stanisław August, sam wykształcony na dyplomatę (dyplomacji uczył go Anglik Charles Hanbury Williams), rozumiał potrzebę stworzenia nowoczesnej polskiej dyplomacji. Musiał jednak skonstruować ją praktycznie z niczego. Na czele Gabinetu JKM stanął Jacek Bartłomiej Ogrodzki, stronnik Poniatowskich i Czartoryskich. Królewska dyplomacja zatrudniała wielu cudzoziemców, mogąc liczyć na nich bardziej niż na polskich szlachciców. Jeszcze na krótko przed elekcją Stanisław zatrudnił zdolnego Holendra Karola Boscampa.
Budżet Gabinetu w 1766 wynosił 100,000 zł. Pozwalało to na zatrudnienie 22 osób (w tym 8 kurierów oraz woźnego).
Personel:
- Jacek Bartłomiej Ogrodzki – szef gabinetu
- Kajetan Ghigiotti, były sekretarz nuncjusza Antonio Eugenio Viscontiego, stworzył siatkę wywiadowczą we Włoszech
- Karol Boscamp-Lasopolski
- Jakub Psarski
- Tadeusz Burzyński
- Franciszek Bukaty
- François Monet
- Christian Fries
- François Joseph Mulnier de Barnewal, zaangażowany na początku 1765